# Szabadhídvég
Szabadhídvég is een plaats (község) en gemeente in het Hongaarse comitaat Fejér. Szabadhídvég telt 984 inwoners (2001).